# Patti et les fourmis
Patti et les fourmis (zu Deutsch Patti und die Ameisen) ist ein 2010 erschienenes Comicbuch der französischen Illustratorin und Comicautorin Anouk Ricard. Die für Kinder geschaffene und von Gallimard Jeunesse verlegte Abenteuergeschichte ist wie die meisten Comics der Autorin ein Vertreter des „Funny Animals“-Genres.
Wie in Ricards Debüt-Comicreihe Anna und Froga handelt es sich bei der namensgebenden Titelheldin um ein Mädchen im Grundschulalter inmitten zahlreicher anthropomorpher Tiere. In der Geschichte findet sich die auf Insektengröße geschrumpfte Patti im Vorgarten ihres Elternhauses wieder. Sie trifft auf verschiedene Vertreter der hiesigen Fauna und durchlebt während ihrer versuchten Rückkehr nach Hause und zu ihrer ursprünglichen Größe zahlreiche schwierige Momente.
Ursprünglich auf mehrere Bände angelegt, erfuhr Patti et les fourmis jedoch bis dato keine Fortsetzung. Auf dem Internationalen Comicfestival in Angoulême wurde das Werk 2011 für den Jugendpreis nominiert.

## Charaktere
Patti ist die rotgelockte, sommersprossige Hauptfigur der Geschichte. Die Grundschülerin wird von Ricard als „das Gegenteil ihrer selbst“ beschrieben: „kühn, impulsiv, enthusiastisch und immer positiv gestimmt“. Kleingeschrumpft begibt sich Patti auf Heldenreise durch den elterlichen Garten.
Jonathan und Douglas sind die ersten Wesen, die Patti nach ihrer Schrumpfung begegnen. Die beiden schwarzen Ameisen sind Mitglieder einer von Großmeister Rana geführten Sekte. Durch ihre Begegnung mit Patti geraten sie in Konflikt mit ihrem Anführer.
Fabrice ist eine braune Stabheuschrecke, die Patti bei ihrer Heimkehr unterstützt. Während er in Sachen Stärke, Ausdauer und Auffassungsgabe oftmals hinter den Erwartungen zurückbleibt, tritt der Charakter durch seinen Optimismus, seine freundliche Art und seine Loyalität hervor.
Richie ist eine aus der Gunst seines Herren gefallene Ameise. Die einstige „rechte Hand“ des „Grand Maître“ (zu Deutsch Großmeister) unterstützt Patti und ihre Gruppe später bei ihrer Flucht aus dessen Gefangenschaft.
Großmeister Rana ist das strenge Oberhaupt einer Sekte von Ameisen. Er ist machtbesessen und neigt zu Wutanfällen. Im Verlauf der Geschichte entwickelt sich der Großmeister zum wesentlichen Gegenspieler Pattis.

## Handlung
Nach einem miserablen Schultag und der Fortsetzung des Ärgers zu Hause, begibt sich Patti frustriert auf ihr Zimmer. Verärgert über alle Erwachsenen stößt sie bei einer Internetsuche auf ein Pop-up, das vorgibt, ihr zu helfen. Nach einem Klick findet sich Patti jedoch kleingeschrumpft wieder und stürzt von ihrem Stuhl. Patti erwacht daraufhin im Garten, umgeben von hohen Gräsern und Blumen. Die Ameisen Jonathan und Douglas finden sie auf und vereinbaren mit ihr, sie für eine Gegenleistung nach Hause zu begleiten. Die drei werden allerdings von Großmeister Rana, ihrem Anführer, abgefangen. Auf sich allein gestellt macht die niedergeschlagene Patti Rast auf einem Ästchen, das sich zu ihrer Überraschung als Stabheuschrecke entpuppt. Fabrice, die Heuschrecke, bietet ihr seine Hilfe an und so machen sie sich gemeinsam auf den Weg. Als die nach ihrer Tochter suchende und nun riesenhaft wirkende Mutter im Garten erscheint, erkennt sie Patti nicht wieder und schüttelt sie angeekelt vom Fuße. So setzen Patti und Fabrice ihre Reise fort.
Sie stoßen auf eine Libellen-Dame, deren Hauseingang durch den Auftritt von Pattis Mutter verschüttet wurde. Aus Dankbarkeit für das Wegräumen des Geröllhaufens lädt die Libelle beide zu sich ein und bereitet ihnen ein Mahl aus Mücken- und Läusebeinchen. Auch das Mädchen verspeist diese, bekommt aber angsteinflößende Halluzinationen und rennt schließlich panisch aus der Behausung. Nach einer Weile klingen die Wahnbilder ab und Patti setzt sich in nächtlicher Umgebung wieder in Bewegung.
Ohne weit zu kommen, stürzt sie in einen Ameisenbau. Sie schleicht sich in die Schlafräume einer Gruppe uniformierter Ameisen und legt dort das gleiche zeremonielle Gewand an, das auch die Ameisen tragen. Eingereiht in eine Gruppe von Ameisen, findet sie sich daraufhin in einer großen Versammlung wieder, in der der Großmeister Rana zu den Ameisen spricht. Neben sich erkennt sie Jonathan und Douglas wieder, kommt mit ihnen ins Gespräch und wird zusammen mit diesen in einen Käfig geworfen, als der Großmeister diese als Störenfriede erkennt. Ihr Ende scheint nahe, da sie bei nächster Gelegenheit beim „rolly bolly“ durch einen wahnsinnigen Mistkäfer zu Tode gerollt werden sollen. Fabrice kommt ihnen jedoch rechtzeitig zu Hilfe und befreit sie aus ihrem Käfig. Mit einer List überrumpelt Patti den ebenso befreiten Mistkäfer und die Gruppe macht sich daran, den Ameisenbau zu verlassen. Richie, der in Ungnade gefallene einstige Assistent des Großmeisters, unterstützt die Gruppe zunächst, legt diese aber herein, als er sie in den Gemächern des Großmeisters einsperrt. Patti und ihren Begleitern gelingt die Flucht über eine geheime Raketenkapsel des Großmeisters.
Sie landen in der Nähe ihres Elternhauses und erreichen über einen Geheimgang ein großes, von unzähligen Flöhen betriebenes und durch Ameisen bewachtes Rechen- und Überwachungszentrum. Patti erfährt, dass ihre Eltern und Nachbarn per Kameras überwacht wurden und ihre plötzliche Schrumpfung Teil eines misslungenen Experimentes war, das sie vernichten sollte. Nachdem die Ameisen ihre Wachposten verlassen haben, ergreifen die Flöhe die Gelegenheit und fliehen durch die von Patti geöffnete Tür. Als der Großmeister mit einer Entourage bewaffneter Ameisen in diesem Überwachungszentrum erscheint und seine Arbeitssklaven verschwunden sieht, verliert er die Beherrschung und zertrümmert die technischen Anlagen. Während seines Wutanfalls springt und schlägt er um sich, was seine Maskierung ruiniert und ihn als Laus erkennbar macht. Die überraschten Ameisen verweigern ihm das Gefolge und der ertappte Hochstapler zieht schließlich von dannen.
Da wegen der zerstörten Anlagen und den geflüchteten Flöhen eine Umkehrung ihrer Schrumpfung zunächst nicht mehr möglich scheint, arrangiert sich Patti mit ihrer Situation und erkennt Fabrice, die Ameisen und andere Insekten als ihre neue Familie an. Mit einem an die Abschlussbankette der Asterix-Reihe erinnernden Festmahl findet die Geschichte ihr Ende.

## Entstehung und Veröffentlichung
Der Erfolg von Anouks Ricards Comicbuch-Reihe Anna und Froga zog die Aufmerksamkeit des französischen Kinder-Literaturmagazins J’aime lire nach sich. Die seit 1977 bestehende und auf Kinder im Alter von 7 bis 10 Jahren abzielende Zeitschrift enthält in jeder Ausgabe einen illustrierten Kurzroman, Spiele und einen Comic. Ricard wurde angefragt, eine Comicserie mit einer weiblichen Hauptfigur wie ihrer kindlichen „Anna“ zu kreieren. Sie begann die Arbeit daran, doch wurde ihr Comic schließlich zugunsten eines anderen Projekts zurückgewiesen.
Thierry Laroche, der Leiter der Graphic-Novel-Sammlung Bayou des Gallimard-Verlags, plante zu dieser Zeit eine Sonderreihe, die sich ausdrücklich an die jüngsten Leser richten sollte und so legte ihm Ricard das inzwischen fortgeschrittene „Patti“-Projekt vor. Es stieß auf positive Resonanz und damit nahm sich Gallimard des Projekts verlegerisch an.
Ricard zeichnete das letzte Panel des insgesamt 46 Comicseiten umfassenden Werkes im Oktober 2009. Patti et les fourmis erschien schließlich im Januar 2010 in gebundener Form – zwischen dem Release von Ricards drittem und viertem „Anna und Froga“-Band.
Die ersten Übersetzungen erschienen rund elf Jahre später: Im März 2021 veröffentlichte der spanische Verlag Astiberri den Comic zeitgleich in baskischer, katalanischer und kastilischer Sprache.
Nach der Veröffentlichung der französischen Originalausgabe gab Ricard in einem Interview 2010 zu erkennen, dass ihr bei „Patti“ mehrere Fortsetzungen vorschwebten und sie eine grobe Vorstellung von der Handlung des zweiten Bandes hätte. Dieser sollte im Elternhaus Pattis spielen. 2012 erneuerte sie ihren Wunsch, den Comic fortzuführen.

## Einflüsse und Stil
Bei mehreren Gelegenheiten beteuerte die Autorin ihre Liebe zur deutsch-japanischen Zeichentrickserie Die Biene Maja aus den 1970er-Jahren, die sich um die Abenteuer einer Honigbiene in ihrem Wald dreht. Als weitere Einflüsse für ihre eigenen Comicarbeiten nannte sie unter anderem Mafalda, Albert Enzian und die Schlümpfe. René Goscinny, dem Autor der Asterix- und Lucky-Luke-Comics, maß sie besondere Bedeutung zu und gab an, jedes seiner Werke „mindestens 20 mal“ gelesen zu haben.
Ricards Ziel beim Verfassen der Dialoge war es laut eigener Aussage, „realitätsnah und so wenig kindisch und schnulzig wie möglich“ zu sein. Im Hinblick auf ihren Humor nannte sie Daniel Goossens und die Werke des absurdistischen Comicautors Pierre La Police als Vorbilder.
Ricards Zeichenstil wurde oftmals als „naiv“ bezeichnet. Ihre Figuren und Umgebungen sind in der Regel schwarz konturiert und wirken wegen fehlender Farbverläufe und lediglich angedeuteter Schatten nicht plastisch, sondern flach.
Wie bei ihren anderen Werken übernahm die Autorin auch die Kolorierung des Albums. Sie setzte auf eine farbenfrohe Farbpalette mit vielen Grüntönen, flächige Farbfüllungen und ließ, wie bereits bei Anna und Froga, bewusst viele Hinter- und Untergründe unausgefüllt-weiß.

## Rezeption
In einer Rezension des Online-Comicmagazins BoDoï attestierte Laurence Le Saux der Autorin einen „unnachahmlichen Sinn für Dialoge“ und hob den „klaren Strich“ und die „fröhlichen Farben“ des Comics hervor. Mit Blick auf das empfohlene Lesealter des Verlags sprach er davon, dass der Comicband alle Altersgruppen bezaubern dürfte.
Jean-Bernard Vanier von Planète BD resümierte, das Comicbuch hätte „alles, um die abenteuerhungrigen Augen der Kleinsten zu verführen“. Auch er fand wohlwollende Worte zur Qualität der Dialoge und bezeichnete das Werk als „modern“, „witzig“ und „ein bisschen verrückt“. Des Weiteren hob Vanier hervor, dass die zahlreichen „hintergründigen Botschaften“ die Lektüre des Buches pädagogisch wertvoll machen würden.
Die Kulturrezensentin Anika Lillo bezeichnete die spanische Ausgabe, Patri y las hormigas, als „sehr unterhaltsame“ und „surrealistische“ Lektüre. Sie stellte fest, dass das Buch auch Themen wie „Totalitarismus, Angst und Fanatismus“ in Form einer Abenteuergeschichte verarbeite und kein „Happy End“ im üblichen Sinne hätte.
Alain Lenoir, seines Zeichens Insektenbiologe, emeritierter Professor der Universität Tours und Sammler von Ameisendarstellungen aus Kunst und Kultur, störte sich in einem Kurzbeitrag zu Patti et les fourmis an der Darstellung mancher Ameisen mit Rüsseln. Der Comic erinnerte ihn an die US-amerikanischen Filme Lucas, der Ameisenschreck (2006) und Liebling, ich habe die Kinder geschrumpft (1989).
Auf dem Angoulême-Comicfestival 2011 wurden Patti et les fourmis und 19 Comicbände anderer Autoren für den „Prix Jeunesse“, den Jugendpreis des Wettbewerbs, nominiert.
Die Jury bestand dabei aus Kindern und Jugendlichen im Alter von sieben bis zwölf Jahren. Für Ricard, die bereits 2008 und 2009 in derselben Kategorie mit ihren ersten „Anna und Froga“-Bänden auf die Auswahlliste kam, bedeutete das ihre dritte Nominierung.

## Ausgaben
Originalausgabe
- Patti et les fourmis, Gallimard Jeunesse, Januar 2010 (französisch), ISBN 978-2-07-062801-8

Übersetzungen
- Patri y las hormigas, Astiberri Ediciones, März 2021 (Spanische bzw. kastilische Ausgabe), ISBN 978-84-18215-27-8
- Patti eta inurriak, Astiberri Ediciones, März 2021 (Baskische Ausgabe), ISBN 978-84-18215-26-1
- Patti i les formigues, Astiberri Ediciones, März 2021 (Katalanische Ausgabe), ISBN 978-84-18215-25-4